# Carl Rudolph af Württemberg-Neuenstadt
Carl Rudolph, hertug af Württemberg-Neuenstadt (født 29. maj 1667 i Neuenstadt am Kocher, død 17. november 1742 sammesteds) var en tysk prins og dansk officer, bror til Ferdinand Vilhelm af Württemberg-Neuenstadt. Sidelinjen Württemberg-Neuenstadt uddøde med ham.

## Uddannelse
Han var yngste søn af hertug Frederik af Württemberg-Neuenstadt og Clara Augusta af Braunschweig. Han fik ligesom sin berømte broder Ferdinand Vilhelm en omhyggelig opdragelse. I en alder af femten år blev han sendt til Collegium illustre i Tübingen. 1684 blev han videreuddannet i Strasbourg, hvor han var et år. Dernæst tog han på dannelsesrejse over Genève til Sydfrankrig og dernæst til Paris, hvor han opholdt sig syv måneder ved solkongen Ludvig XIV's hof. Efter ophold i London og Nordtyskland vendte han hjem.

## I württembergsk, venetiansk og engelsk tjeneste
Da han var 20 år gammel, fik han et kompagni ved et württembergsk Regiment og gik med dette i venetiansk tjeneste i krig mod tyrkerne, under hvilken han senere fik overkommandoen over alle de württembergske tropper. Under stormen på Negropont blev han hårdt såret og bar til sin død kuglen i sit legeme. Endelig 1690 rev han sig løs fra venetiansk tjeneste og rejste til sin broder prins Ferdinand Vilhelm, der på den tid kommanderede et dansk hjælpekorps på 7000 mand, som i engelsk tjeneste stod i Irland. Allerede samme år deltog han som volontør i slaget ved Boynefloden og udmærkede sig her ligesom også senere i en Række af fægtninger og belejringer. Næste år blev han oberst og chef for et af de danske rytterregimenter i Irland og trådte derved over i den danske konges tjeneste. Han fulgte 1692 korpset til Nederlandene og deltog der i de fleste begivenheder, men erhvervede sig især berømmelse ved Neerwinden 1693, hvor han med sit Regiment tog den hannoveranske gardes estandarter tilbage, som franskmændene i begyndelsen af Slaget havde frataget denne. Ved revuen i lejren ved Gent 6. juni 1696 udnævnte kong Vilhelm af England ham til brigader. Da freden året efter blev sluttet, rejste han med sin broder til Wolfenbüttel for at besøge deres moder og derfra til Danmark, hvor han 1698 blev udnævnt til generalmajor.

## I dansk tjeneste
Da han, trods sin unge alder, allerede var en erfaren krigsmand og i en høj militær stilling, blev han straks anvendt til at udføre vigtige hverv. 1698 sendte kongen af Danmark to troppekorpser til hjælp for kong August af Polen; det ene skulle kæmpe i Polen imod tyrkerne, men Carl Rudolph, der først var udset til general over dette, fik imidlertid kommandoen over det andet, som skulle danne besætninger i de sachsiske fæstninger, for at disse ikke under krigen skulle blottes. Korpset vendte tilbage året efter. 

## Den Spanske Arvefølgekrig
I begyndelsen af året 1700 var prinsen i Holsten, hvor den danske hær var samlet i anledning af
stridighederne med Slesvig-Holsten-Gottorp. Disse faldt for Danmarks vedkommende temmelig uheldigt ud og
afsluttedes foreløbig ved freden i Travendal. Kort efter denne blev prinsen, der i oktober blev udnævnt til generalløjtnant, atter sendt til Sachsen i spidsen for et hjælpekorps, der skulle dække landet under krigen. Men da Den Spanske Arvefølgekrig brød ud, overlod Danmark kejseren en del af dette korps, som rykkede sydpå til Norditalien under kommando af Christian Gyldenløve, hvorimod Carl Rudolph blev kaldt tilbage for at overtage overbefalingen over det andet og større korps (10000 mand), som var bestemt til Nederlandene. Anførslen var tiltænkt hans broder Ferdinand Vilhelm, men da han var død i januar 1701, blev den unge fyrste overgeneral med Jobst Scholten som næstkommanderende. Korpset deltog i denne langvarige krig, til freden blev sluttet, og indlagde sig under prinsens kommando stor berømmelse ved sin deltagelse i slagene ved Höchstädt, Ramillies, Oudenarde mm. såvel som i en mængde andre, mindre træfninger og belejringer. Selv viste han sig sin høje stilling voksen og vidste med megen energi at hævde hjælpekorpset som selvstændigt dansk korps; han sørgede med omhu for, at de danske tropper ikke blev tilsidesatte for de engelske og hollandske, og trådte energisk op, når de ikke fik sold i rette tid, i det han i så tilfælde nægtede at lade dem optræde aktivt. Slaget ved Malplaquet (1709), i hvilket korpset bidrog meget til sejren, og hvor Carl Rudolph især udmærkede sig, var hans sidste betydelige krigsbedrift.

## Den Store Nordiske Krig
I februar 1713 marcherede den største del af hjælpekorpset til Danmark. Medens det kæmpede i Nederlandene, havde de gottorpske stridigheder og krigen med Sverige holdt den danske hær i ånde på andre skuepladser. Da nu Carl Rudolph med sit korps sluttede sig til hæren efter at være blevet udnævnt til kommanderende general – allerede 1703 var han blevet Ridder af Elefanten –, stod den i Holsten og var tillige med russiske og sachsiske tropper i færd med at belejre Tønning, hvor Magnus Stenbock havde indesluttet sig med den svenske hær. Det blev nu prinsen af Württemberg og de allierede generaler, som fik det hverv at forhandle med Stenbock om hans hærs overgivelse (16. maj).
Da den danske hær 1715, efter at Carl XII var vendt hjem fra Tyrkiet, blev ført over til Pommern, fulgte Carl Rudolph kongen, der selv førte kommandoen. Efter Stralsunds erobring gik han til Holsten, og da Carl XII truede med at marchere til Sjælland, begav han sig dertil, men fik ikke lejlighed til at deltage i krigsbegivenhederne, da hans broder døde om sommeren 1716, hvorved Württemberg-Neuenstadt og hertugværdigheden gik over til ham. Han søgte sin afsked og afsluttede dermed sin krigerske løbebane, den han, uden at kunne nævnes i række med datidens største feltherrer, dog havde fulgt som en dygtig og virksom hærfører. Han var i høj grad agtet og afholdt af sine undergivne på grund af sin humane tænkemåde.

## Senere liv som hertug
Hans senere liv blev mere stille og roligt. Han optog sin ungdoms studier, beskyttede kunst og videnskab og stod i en udstrakt brevveksling med mange af sin tids fremragende mænd. Da krigen ved Rhinen udbrød 1734, udnævnte kejseren ham til generalfeltmarskal og betroede ham overopsynet med de vigtigste fæstninger. Men en vanskeligere opgave blev ham overdraget, da hovedet for hans slægt, hertug Carl Alexander af Württemberg-Stuttgart, pludselig døde 1737, og han som nærmeste agnat måtte overtage regeringen for den umyndige arving. Forholdene i Stuttgart var nemlig i høj grad forviklede og statsstyrelsen i hænderne på uværdige eventyrere, så at Carl Rudolph, selv efter at han havde fået disse fjernede, snart indså, at han, der nu var over 70 år gammel, manglede kraft til at bringe ro og orden i landet; han overgav derfor regeringen til hertug Carl Frederik af Württemberg-Oels og trak sig 1738 tilbage til Neuenstadt. Året efter indsatte han den danske konge til sin executor testamenti og døde 17. november 1742. Han var aldrig legitimt formælet, og linjen Württemberg-Neustadt uddøde med ham. 